# Fryerius binotatus
Fryerius binotatus är en insektsart som först beskrevs av Brancsik 1893.  Fryerius binotatus ingår i släktet Fryerius och familjen syrsor. Inga underarter finns listade i Catalogue of Life.